# Elecciones provinciales del Neuquén de 1958
Las elecciones generales de la provincia del Neuquén de 1958 tuvieron lugar el 23 de febrero del mencionado año, al mismo tiempo que las elecciones presidenciales y legislativas a nivel nacional. Fueron los primeros comicios desde la provincialización del territorio. Se debía elegir al Gobernador y Vicegobernador para el período 1958-1962, y a 25 escaños de la Legislatura Provincial. 
Los comicios se realizaron en el marco de la proscripción del peronismo de la vida política argentina, y su impedimento legal para presentarse a elecciones. 
El principal partido opositor al peronismo, la Unión Cívica Radical, se dividió en dos partidos, la UCR Intransigente y la UCR del Pueblo.
El radical intransigente Ángel Edelman triunfó con el 53,97% de los votos contra el 23,78% del radicalismo del pueblo. Asimismo, la UCRI obtuvo 15 de los 25 escaños contra 10 de la UCRP mediante el sistema de "mayoría automática", que concedía 15 escaños al partido más votado y 10 al segundo, sin que se permitiera la entrada de otros partidos. 
A pesar de que Perón apoyó al candidato presidencial intransigente, Arturo Frondizi, desde el exilio, en Neuquén dicha orden no se acató del todo y el voto en blanco alcanzó el 27,14% de los sufragios emitidos.
Edelman no completó su mandato constitucional debido a su renuncia en marzo de 1961, entregando el cargo al vicegobernador Alfredo Asmar. 
Serían hasta 2023 las únicas elecciones desde la provincialización de Neuquén en las que no triunfó el Movimiento Popular Neuquino, ya que ese año, después de 62 años ( El MPN fue fundado en 1961) dicho espacio, que ganó de manera consecutiva  las elecciones para gobernador en 1963, 1973,1983, 1987, 1991, 1995, 1999, 2003, 2007, 2011, 2015 y 2019 sería derrotado por primera vez.

## Resultados

### Gobernador y Vicegobernador
| Fórmula         | Fórmula         | Partido         | Partido                            | Votos  | %     |
| Gobernador      | Vicegobernador  | Partido         | Partido                            | Votos  | %     |
| --------------- | --------------- | --------------- | ---------------------------------- | ------ | ----- |
| Ángel Edelman   | Alfredo Asmar   |                 | Unión Cívica Radical Intransigente | 14.539 | 53,97 |
|                 |                 |                 | Unión Cívica Radical del Pueblo    | 6.407  | 23,78 |
|                 |                 |                 | Partido Demócrata                  | 2.063  | 7,66  |
|                 |                 |                 | Partido Demócrata Cristiano        | 1.610  | 5,98  |
|                 |                 |                 | Partido Socialista                 | 1.003  | 3,72  |
|                 |                 |                 | Partido Comunista                  | 786    | 2,92  |
|                 |                 |                 | Partido Demócrata Progresista      | 530    | 1,97  |
|                 |                 |                 |                                    |        |       |
| Votos positivos | Votos positivos | Votos positivos | Votos positivos                    | 26.938 | 72,63 |
| Votos en blanco | Votos en blanco | Votos en blanco | Votos en blanco                    | 10.065 | 27,14 |
| Votos anulados  | Votos anulados  | Votos anulados  | Votos anulados                     | 86     | 0,23  |
| Total de votos  | Total de votos  | Total de votos  | Total de votos                     | 37.089 | 100   |
| Fuente:         |                 |                 |                                    |        |       |

### Legislatura
| Partido         | Partido                            | Votos  | %     | Diputados | Electos |
| --------------- | ---------------------------------- | ------ | ----- | --------- | --- |
|                 | Unión Cívica Radical Intransigente | 14.416 | 54,06 | 15/25     | Ver electos: - Carlos Nicolás Tarantino - Miguel Mujica - Virgilio Loyola - René Eduardo Córdova - Lorenzo Carlos Crease - Alberto Chaneton - Armando Justo Casanova - Héctor Julio Cichere - Santiago Rambeaud - María D. J. Goy de Mac Keón - Armando Antonio Bisio - Roberto Pablo Albaizeta - Ida Etcheluz de Cavilla - Francisco Augusto Martín - Oscar Manuel Sotomayor |
|                 | Unión Cívica Radical del Pueblo    | 6.266  | 23,50 | 10/25     | Ver electos: - Carlos Olane - Juan José Olivera - Raúl Carballo - Alberto Fernández - José Andrés Fernández - María Plantey - Oscar César Madarelli - Alfredo Linares - Eduardo Arturo Ortiz - Antonio Giambelluca |
|                 | Partido Demócrata                  | 2.082  | 7,81  |           | |
|                 | Partido Demócrata Cristiano        | 1.628  | 6,10  |           | |
|                 | Partido Socialista                 | 1.005  | 3,77  |           | |
|                 | Partido Comunista                  | 735    | 2,76  |           | |
|                 | Partido Demócrata Progresista      | 536    | 2,01  |           | |
|                 |                                    |        |       |           | |
| Votos positivos | Votos positivos                    | 26.668 | 71,90 |           | |
| Votos en blanco | Votos en blanco                    | 10.334 | 27,86 |           | |
| Votos anulados  | Votos anulados                     | 87     | 0,23  |           | |
| Total de votos  | Total de votos                     | 37.089 | 100   |           | |
| Fuente:         |                                    |        |       |           | |